# Bassus pulcher
Bassus pulcher är en stekelart som först beskrevs av Granger 1949.  Bassus pulcher ingår i släktet Bassus och familjen bracksteklar. Inga underarter finns listade.